# María Paulina Pérez García
Maria Paulina Pérez Garcia, née le 10 janvier 1996 à Barranquilla, est une joueuse colombienne de tennis.

## Carrière professionnelle
Elle débute sur le circuit WTA en 2013 lors des qualifications du tournoi de tennis de Bogota. Elle joue régulièrement pour l'équipe colombienne en Fed Cup/Coupe Billie Jean King.
En mars 2023, elle parvient en finale du double du tournoi de Monterrey avec sa compatriote Yuliana Lizarazo. Elle remporte le titre face à la paire Kimberly Birrell / Fernanda Contreras Gómez.

## Palmarès

### Titre en double dames
| No | Date       | Nom et lieu du tournoi        | Catégorie | Dotation  | Surface    | Partenaire       | Finalistes                          | Score            |          |
| -- | ---------- | ----------------------------- | --------- | --------- | ---------- | ---------------- | ----------------------------------- | ---------------- | -------- |
| 1  | 27-02-2023 | Abierto GNP Seguros Monterrey | WTA 250   | 259 303 $ | Dur (ext.) | Yuliana Lizarazo | Kimberly Birrell Fernanda Contreras | 6-3, 5-7, [10-5] | Parcours |

### Finale en double dames
Aucune.

### Finales en double en WTA 125
| No | Date       | Nom et lieu du tournoi         | Catégorie | Dotation  | Surface      | Vainqueures                                    | Partenaire       | Score            |          |
| -- | ---------- | ------------------------------ | --------- | --------- | ------------ | ---------------------------------------------- | ---------------- | ---------------- | -------- |
| 1  | 14-08-2023 | Barranquilla Open Barranquilla | WTA 125   | 115 000 $ | Dur (ext.)   | Valentíni Grammatikopoúlou Déspina Papamichaíl | Yuliana Lizarazo | 62-7, 5-7        | Parcours |
| 2  | 27-11-2023 | Argentina Open Buenos Aires    | WTA 125   | 115 000 $ | Terre (ext.) | María Carlé Déspina Papamichaíl                | Sofia Sewing     | 6-3, 4-6, [11-9] | Parcours |

## Parcours en Grand Chelem

### En simple dames
N'a jamais participé à un tableau final.

### En double dames
N'a jamais participé à un tableau final.

## Parcours en WTA 1000
Les WTA 1000 (à partir de 2021) constituent les catégories d'épreuves les plus prestigieuses, après les quatre levées du Grand Chelem.

### En double dames
| Année |              |              |       |       |        |        |       |       |      |      |      |      |        |        |            |            |       |                                                                           |             |             |
| Année | Indian Wells | Indian Wells | Miami | Miami | Madrid | Madrid | Pékin | Pékin | Doha | Doha | Rome | Rome | Canada | Canada | Cincinnati | Cincinnati | Tokyo | Tokyo                                                                     | Guadalajara | Guadalajara |
| ----- | ------------ | ------------ | ----- | ----- | ------ | ------ | ----- | ----- | ---- | ---- | ---- | ---- | ------ | ------ | ---------- | ---------- | ----- | ------------------------------------------------------------------------- | ----------- | ----------- |
| 2023  |              |              |       |       |        |        |       |       |      |      |      |      |        |        |            |            |       |                                                                           |             |             |
|       |              |              |       |       |        |        |       |       |      |      |      |      |        |        |            |            |       | 1er tour (1/32) Sofia Sewing \|\| style="text-align:left;" \| Eikeri Neel |             |             |

Sous le résultat, l’ultime adversaire.

## Classements WTA en fin de saison
| Année          | 2012 | 2013 | 2014 | 2015 | 2016 | 2017 | 2018 | 2019 | 2020 | 2021 | 2022 | 2023 | 2024 |
| Rang en simple | 1028 | 1068 | 648  | 930  | 1080 | –    | 1039 | 736  | 761  | 698  | 679  | 1232 | 885  |
| Rang en double | –    | 796  | 594  | 904  | 807  | 901  | 888  | 586  | 657  | 448  | 360  | 130  | 181  |

Source : (en) Classements de María Paulina Pérez García sur le site officiel de la Fédération internationale de tennis